# Norra Laxetjärnet
Norra Laxetjärnet är en sjö i Arvika kommun i Värmland och ingår i Göta älvs huvudavrinningsområde. Sjöns area är 0,031 kvadratkilometer och den befinner sig 214 meter över havet.